# Середино (Новосибирская область)
Середино — деревня в Колыванском районе Новосибирской области. Входит в состав Кандауровского сельсовета.

## География
Площадь деревни — 23 гектара.

## Население
| 2002 | 2007 | 2010 |
| ---- | ---- | ---- |
| 32   | ↗33  | ↘8   |

## Инфраструктура
В деревне по данным на 2007 год функционирует 1 учреждение здравоохранения.